# Gingst
Gingst è un comune situato sull'isola tedesca di Rügen, nel Mar Baltico appartenente al land Meclemburgo-Pomerania Anteriore (Meckenburg-Vorpommern) (nord-est del Paese).

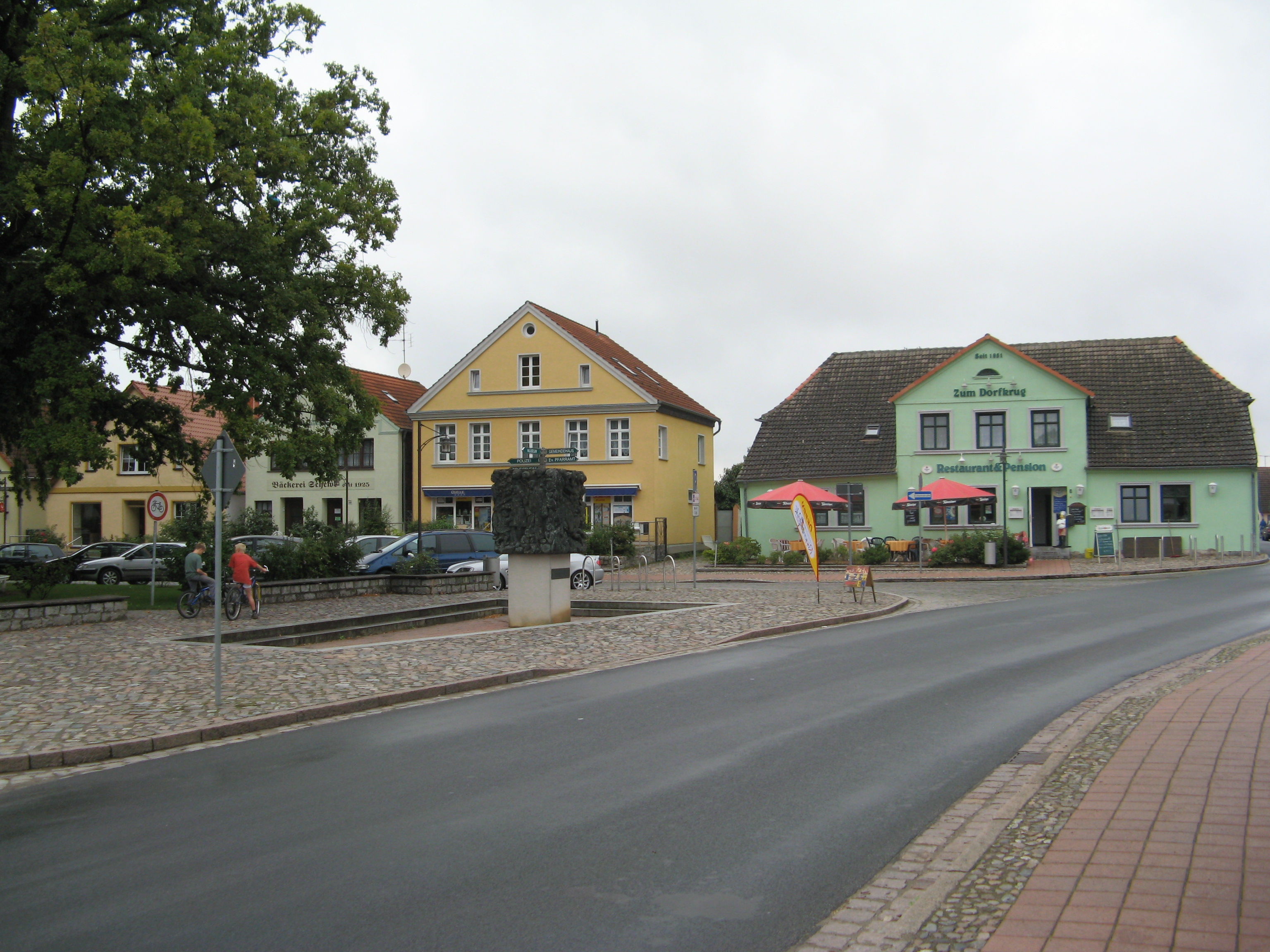
Case antiche nel centro di Gingst

Appartiene al circondario (Landkreis) della Pomerania Anteriore-Rügen ed è parte della comunità amministrativa (Amt) di West-Rügen.

## Geografia fisica

### Localizzazione
Il comune si trova nella costa centro-occidentale dell'isola tedesca di Rügen, non lontano dall'isola di Ummanz.

### Quartieri & Sobborghi (Ortsteile)
Il comune è suddiviso nei seguenti quartieri e/o sobborghi:
- Güstin
- Haidhof
- Kapelle
- Presnitz
- Teschvitz
- Volsvitz

## Economia

### Turismo
Nella località si trova la Chiesa di San Giacomo (1300 ca.) e un parco di divertimenti, il "Rügenpark".

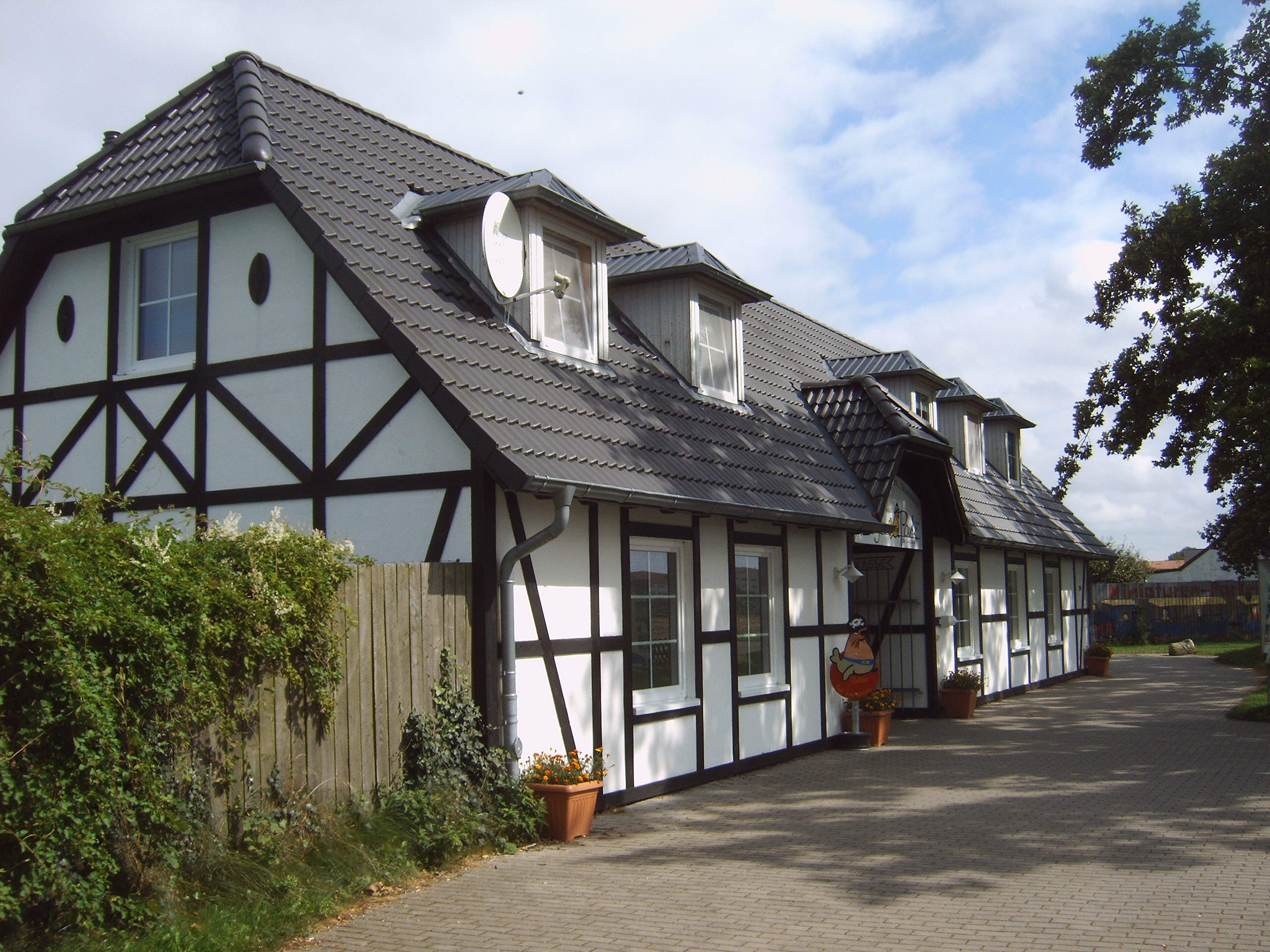
Gingst: Ingresso al "Rügenpark"